# Bissen (Luksemburg)
Bissen (lb. Biissen) − miejscowość i gmina (gemeng / commune / Gemeinde) w środkowym Luksemburgu, w kantonie Mersch. Do 3 października 2015 gmina leżała w dystrykcie Luksemburg. Siedziba administracyjna gminy znajduje się w miejscowości Bissen. Liczy 3450 mieszkańców (1 stycznia 2023). 
Znajduje się tutaj fabryka stali ArcelorMittal, największej firmy produkującej stal na świecie. 

## Podział administracyjny
Do gminy należą cztery miejscowości, w tym dwa (Uertschaft) oraz dwa lieu-dit:
1. Biisser Schmelz, lieu-dit
2. Bissen (Biissen)
3. Bissen-Moulin (Biisser Millen / Bissener Mühle), lieu-dit
4. Roost (Rouscht)